# Ribić proti Hrvaški
Ribić proti Hrvaški, opravilna številka 27148/12, je primer, v katerem je Evropsko sodišče za človekove pravice ugotovilo, da je Hrvaška s prelaganjem postopkov kršila pravico do spoštovanja zasebnega in družinskega življenja.

## Ozadje primera
Pobudnik in njegova soproga sta oktobra 1993 dobila sina. Decembra 1993 se je pobudnikova žena s sinom odselila in se začela izogibati kontaktom s soprogom. V začetku leta 1996 je na občinsko sodišče v Zagrebu (Općinski sud Zagreb) vložila zahtevo za ločitev in skrbništvo nad sinom. Oktobra 2001 je sodišče odločilo o ločitvi, dodelilo skrbništvo materi, pobudniku pa določilo višino alimentacije in dovolilo obiske in druženja s sinom. Zaradi pritožbe je bila sodba leta 2002 razveljavljena. Leta 2003 je sodišče sprejelo delno sodbo, le glede alimentacije, ne pa glede obiskov, zaradi vzporedne tožbe pobudnikove nekdanje soproge, ki je pobudnika tožila zaradi pomanjkanja starševske skrbi. Županijsko sodišče v Zagrebu (Županijski sud Zagreb) je delno sodbo potrdilo in nadaljevalo postopek glede obiskov. Leta 2004 so s sodbo pobudniku odredili obiske, leta 2005 pa je sodba postala pravnomočna. Ker mu nekdanja soproga ni omogočala obiskov, se je pobudnik dvakrat pritožil, obakrat neuspešno. Leta 2007 je zahteval izvršitev sodbe občinskega sodišča, na kar se je nekdanja soproga pritožila. Leta 2012 je županijsko sodišče ovrglo pritožbo zaradi neosnovanosti. Postopek se je zaključil, saj je sin med tem časom že dopolnil osemnajst let. 

## Postopek
Sklicujoč se na 8. člen Evropske konvencije o varstvu človekovih pravic in temeljnih svoboščin gospod Ribić trdi, da so domače oblasti prekršile svojo pozitivno obveznost spoštovanja njegovega družinskega življenja s tem, da mu niso omogočile kontakta s sinom. Pobudnik navaja, da se je s sinom med njegovim drugim in osemnajstim letom videl le trikrat. 
Evropsko sodišče za človekove pravice je v dotičnem primeru odgovarjalo na vprašanje ali je Republika Hrvaška s prelaganjem postopkov kršila obveznost spoštovati pobudnikovo družinsko življenje in je posledično kriva, da pobudnik ni imel stikov s sinom.

## Odločitev ESČP
Sodišče je odločilo, da je zaradi prelaganj v postopku glede skrbništva in obiskov in zaradi neizvrševanja le-teh pobudnik sina videl le trikrat v času njegove mladosti. S tem je Republika Hrvaška kršila 8. člen Konvencije. Država ni storila, kar bi se od njih razumno pričakovalo. Pobudnik je dobil 25.000 eur povračila za povzročeno nematerialno škodo.
Kot razlog za svojo odločitev je sodišče navedlo dejstvo, da Hrvaške oblasti niso naredile vsega potrebnega, da bi se sodba razumno izvršila. 
Pomanjkanje komunikacije med nekdanjima soprogoma ni izgovor, ki bi državo oprostil neizpolnjevanja obveznosti. Država bi morala delovati v interesu vseh strank, še posebej otroka. Postopek na sodišču je trajal trinajst let in enajst mesecev. Sodišče je presenetilo, da center za socialno delo do leta 2003 primera ni smatral kot nujnega, čeprav je do takrat postopek za skrbništvo trajal že sedem let. Ker sodišča in center za socialno delo niso poskrbeli za stike med sinom in očetom, se je možnost za njun odnos s časom zmanjševala in na koncu postala nemogoča.  